# Минибаев, Марат Михайлович
Марат Михайлович Минибаев (родился 15 августа 1966 года) — советский и российский футболист, защитник.

## Карьера
Воспитанник челябинского футбола. Первой профессиональной командой стал местный «Локомотив». В 1984 году перешёл в ростовский СКА, выступавший на тот момент в высшей лиге. В чемпионате СССР сыграл 25 матчей. В 1989 году после того, как СКА опустился во Вторую лигу, ушёл из команды. В 1990—1992 годах играл за «Дрогобыч» и АПК. В 1992 году перешёл в ставропольское «Динамо», игравшее на тот момент в высшем дивизионе. 30 июля в матче против «Динамо-Газовика» дебютировал в чемпионате России. 3 октября того же года в матче против «Ротора» забил первый гол в высшей лиге. В 1993 году перешёл в другой клуб чемпионата России — «Ростельмаш». За первый сезон сыграл 14 матчей, после чего «Ростельмаш» понизился в классе. Всего в чемпионате России сыграл 35 матчей и забил 1 гол. Последним профессиональным клубом стал тульский «Арсенал», за который он выступал в 1995 году. В 1996—1999 годах играл за любительские команды.